# Dialafara
Dialafara is een gemeente (commune) in de regio Kayes in Mali. De gemeente telt 18.000 inwoners (2009).
De gemeente bestaat uit de volgende plaatsen:
- Arabadiana
- Bakagny
- Bayé
- Bérola
- Boubou
- Bourdala
- Dabikolon
- Daro
- Dianguina-Baroumba
- Dialafara
- Dialafara-Kama
- Diourdaloma
- Djimini
- Diokéba
- Farincounda
- Karouma
- Kéniébandig
- Kéniéding
- Kéniékéniéba
- Kéniéko
- Kéniéty
- Kénigoulou
- Kologo
- Koussily
- Linguékoto
- Monéa
- Nétékoto
- Sanfagadala
- Sékokoto-Guénoubantan
- Sollan
- Soumala
- Souroukoto
- Tambala
- Tambaoura-Kama
- Tintba